# مايك ميليغان
مايك ميليغان (بالإنجليزية: Mike Milligan)‏ (20 فبراير 1967 بمانشستر في المملكة المتحدة - ) هو لاعب كرة قدم أيرلندي في مركز الوسط. شارك مع منتخب جمهورية أيرلندا تحت 21 سنة لكرة القدم ومنتخب جمهورية أيرلندا تحت 23 سنة لكرة القدم ‏ وRepublic of Ireland national football B team ‏ ومنتخب جمهورية أيرلندا لكرة القدم. أما مع النوادي، فقد لعب مع أولدهام أثلتيك ونادي إيفرتون ونادي بلاكبول ونورويتش سيتي.

## وصلات خارجية
- مايك ميليغان على موقع قاعدة بيانات كرة القدم.إي يو (الإنجليزية)
- مايك ميليغان على موقع ناشيونال فوتبول تيمز (الإنجليزية)
- مايك ميليغان على موقع Soccerbase.com (لاعب) (الإنجليزية)
- مايك ميليغان على موقع عالم كرة القدم.نت (الإنجليزية)